# Supercoppa italiana 2003 (pallavolo femminile)
La Supercoppa italiana di pallavolo femminile 2002 si è svolta il 3 dicembre 2003: al torneo hanno partecipato due squadre di club italiane e la vittoria finale è andata per la prima volta all'Asystel Volley.

## Regolamento
Le squadre hanno disputato una gara unica.

## Squadre partecipanti
| Squadra       | Qualificazione                                   | Ultima partecipazione    |
| ------------- | ------------------------------------------------ | ------------------------ |
| Asystel       | Finalista play-off scudetto Serie A1 2002-03     | Debutto                  |
| Sirio Perugia | Vincitrice Serie A1 2002-03/Coppa Italia 2002-03 | Supercoppa italiana 1999 |

## Torneo
| 3 dicembre 2003 PalaLoBello, Siracusa Durata: ? - Spettatori: ? | Sirio Perugia | 0 - 3 | Asystel | 22-25, 16-25, 19-25 |